# Веломобіль

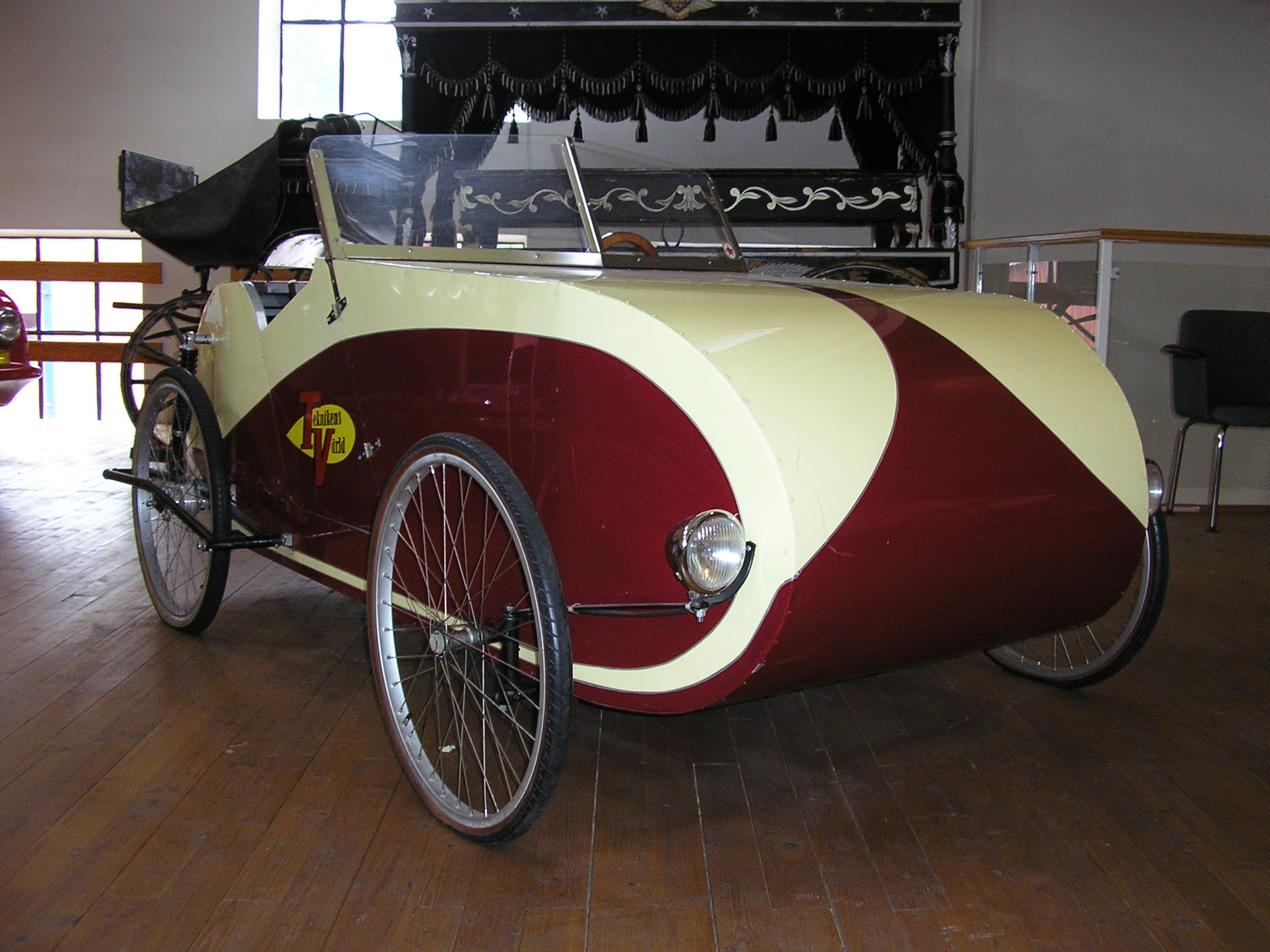
Класичний веломобіль

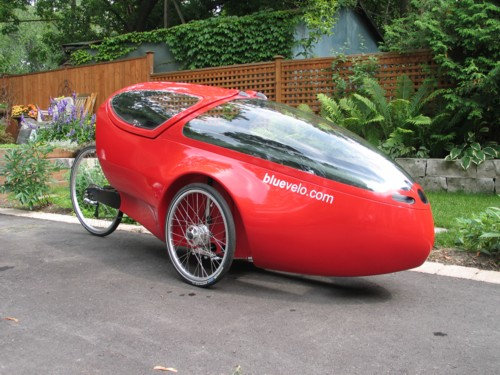
Веломобіль «Go-One»

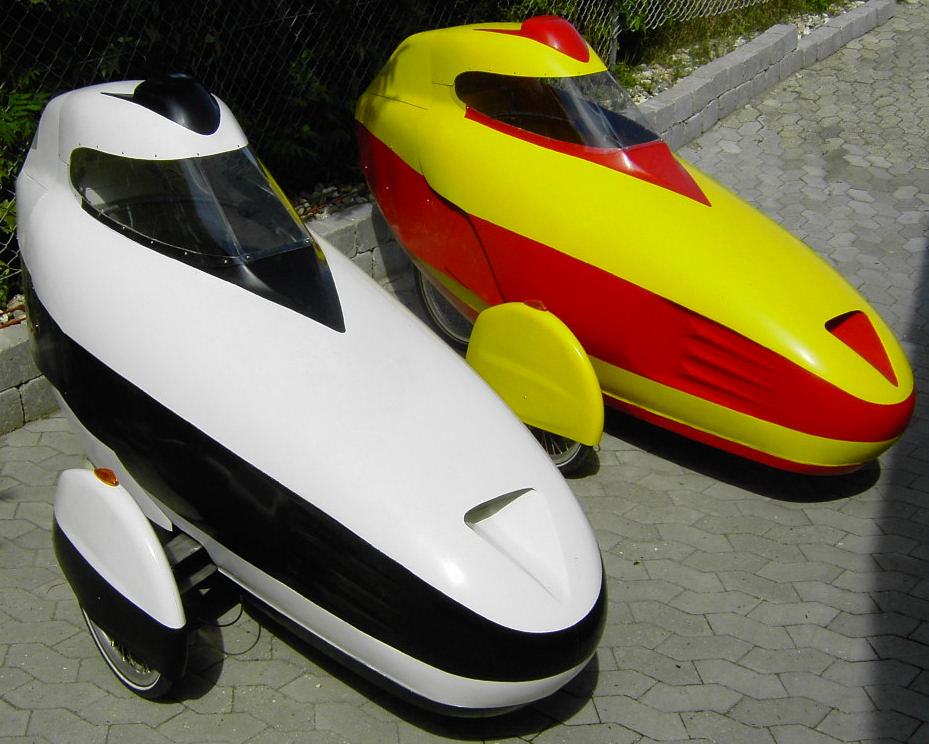
Веломобіль «Leitra»

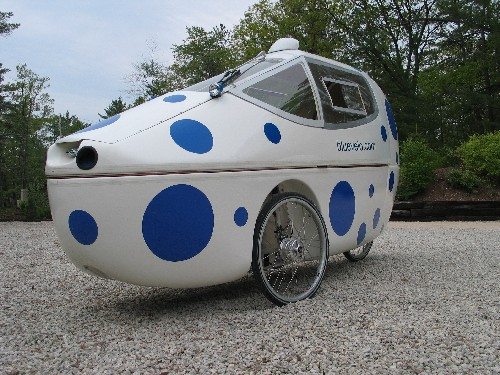
Веломобіль «Cab-Bike»

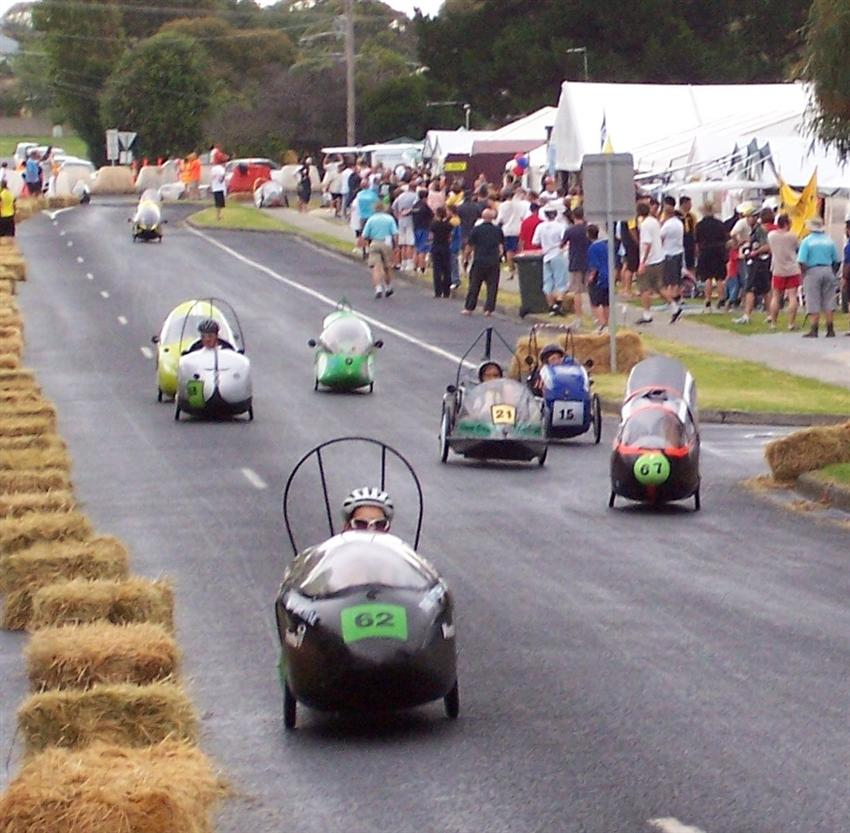
Австралійський чемпіонат веломобілів, 2006 рік

Веломобі́ль (англ. hpv ) — різновид велосипеда, придатний для поїздок на асфальтованому покритті, здебільшого повністю закритий, захищений від поганої погоди і зіткнень. Веломобілі, що найменше мають три колеса та водій сидить не в сідлі, а в автомобільному кріслі. Багато сучасних веломобілів, крім педалей, мають можливість рухатись завдяки електродвигуну.

## Історія
Прототипами сучасних веломобілів можна вважати «саморухомі екіпажі» Шамшуренка і Кулібіна XVIII століття. Перші сучасні кузовні веломобілі з'явилися в США на початку XX століття. Це були трьох- і чотириколісні транспортні засоби, оснащені ланцюговим приводом і фанерним (дерев'яним) кузовом.
Веломобіль виник як конструкторський синтез велосипеда і автомобіля. Істотною ознакою веломобіля є аеродинамічний кузов: днище і дах, або просто один дашок (як виняток, бувають веломобілі і без кузова). Він має на одне-два колеса більше, але не менше трьох, завдяки чому стійкіший і надійніший. Відрізняє його зручне сидіння схоже на автомобільне або авіаційне. Крім того, в нього значно досконаліший привід.
Перший веломобіль було збудовано у 1971 році американським авіаційним інженером Робертом Бундшухом. Свій педальний автомобль він назвав «педікар». Його одномісний 50-кілограмовий екіпаж з чотирма колесами рухався зі швидкістю 30 кілометрів за годину.
При швидкості в 20-25 кілометрів за годину веломобілю потрібно в 2-5 разів менше енергії, ніж гоночному велосипеду: у веломобіля висока обтічність кузова і зручніше положення водія, якому не потрібно турбуватися про рівновагу; крім того, він швидко набирає розгін і довго котиться за інерцією, навіть проти вітру.
Промисловість випускає два електричні автомобілі з педалями: Sinclair C5 і TWIKE.

## Серійні веломобілі
| Виробник                                                 | Модель веломобіля | Країна виробника           |
| -------------------------------------------------------- | ----------------- | -------------------------- |
| Aerorider                                                | Aerorider         | Нідерланди                 |
| Alleweder [Архівовано 23 травня 2013 у Wayback Machine.] | Alleweder         | Нідерланди/ США/ Німеччина |
| Beyss [Архівовано 25 вересня 2013 у Wayback Machine.]    | Go-one            | Німеччина                  |

## Змагання веломобілів

### Австралійський чемпіонат веломобілів
Австралійський чемпіонат веломобілів — один з наймасовіших змагань гоночних веломобілів у світі. Чемпіонат складається з двох шести годинних і однієї добової гонки. Популярність змагання росте. В останні роки у змаганнях беруть участь 150—250 команд щорічно.

## Галерея

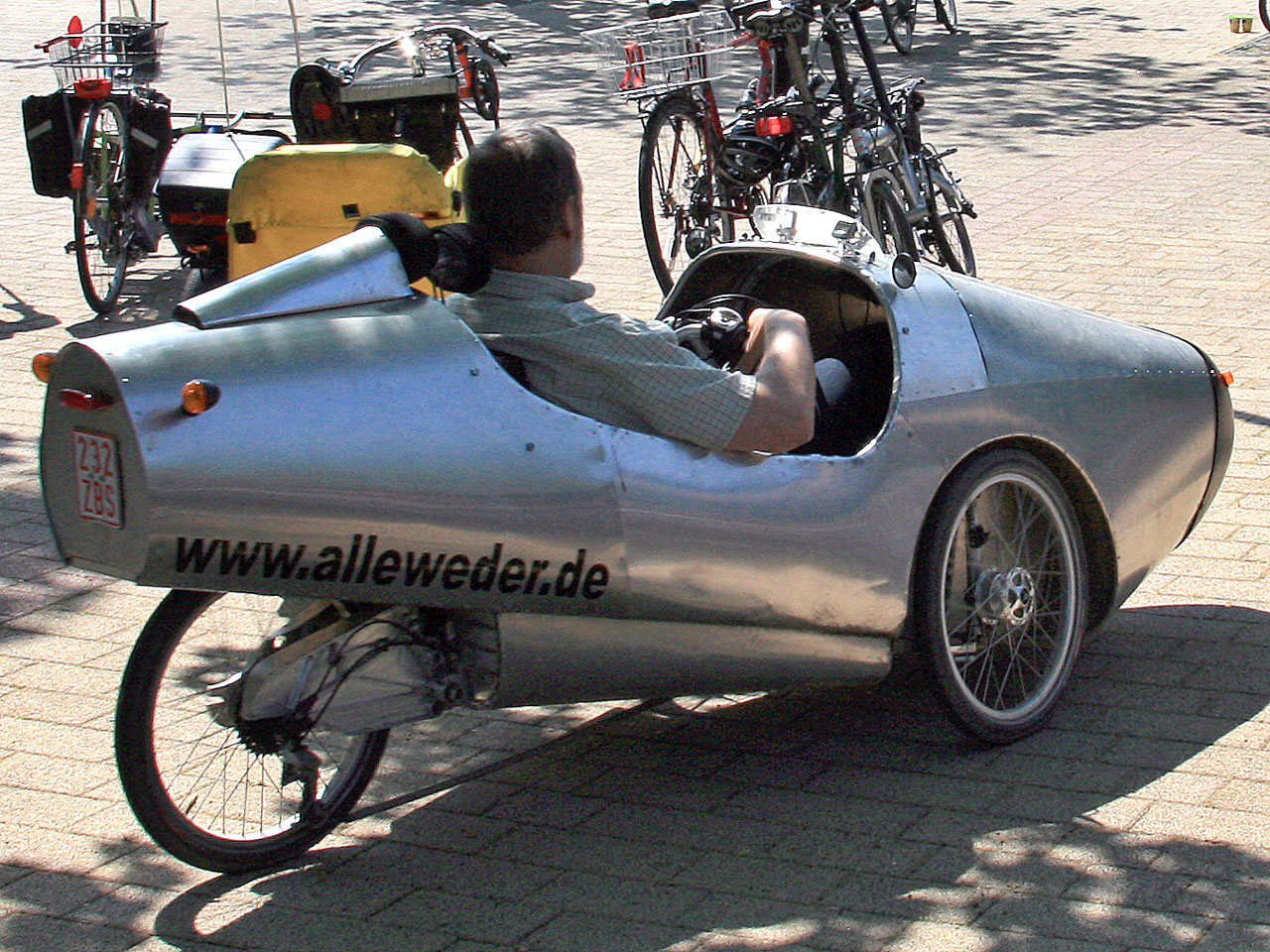
Веломобіль
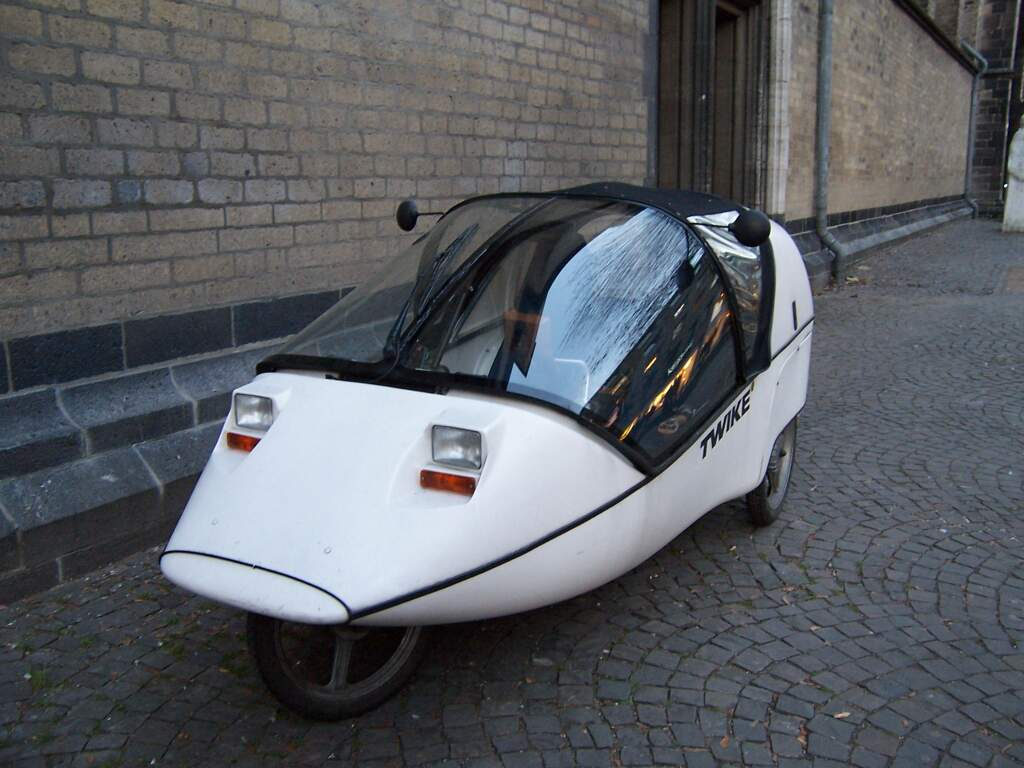
Електровеломобіль Twike
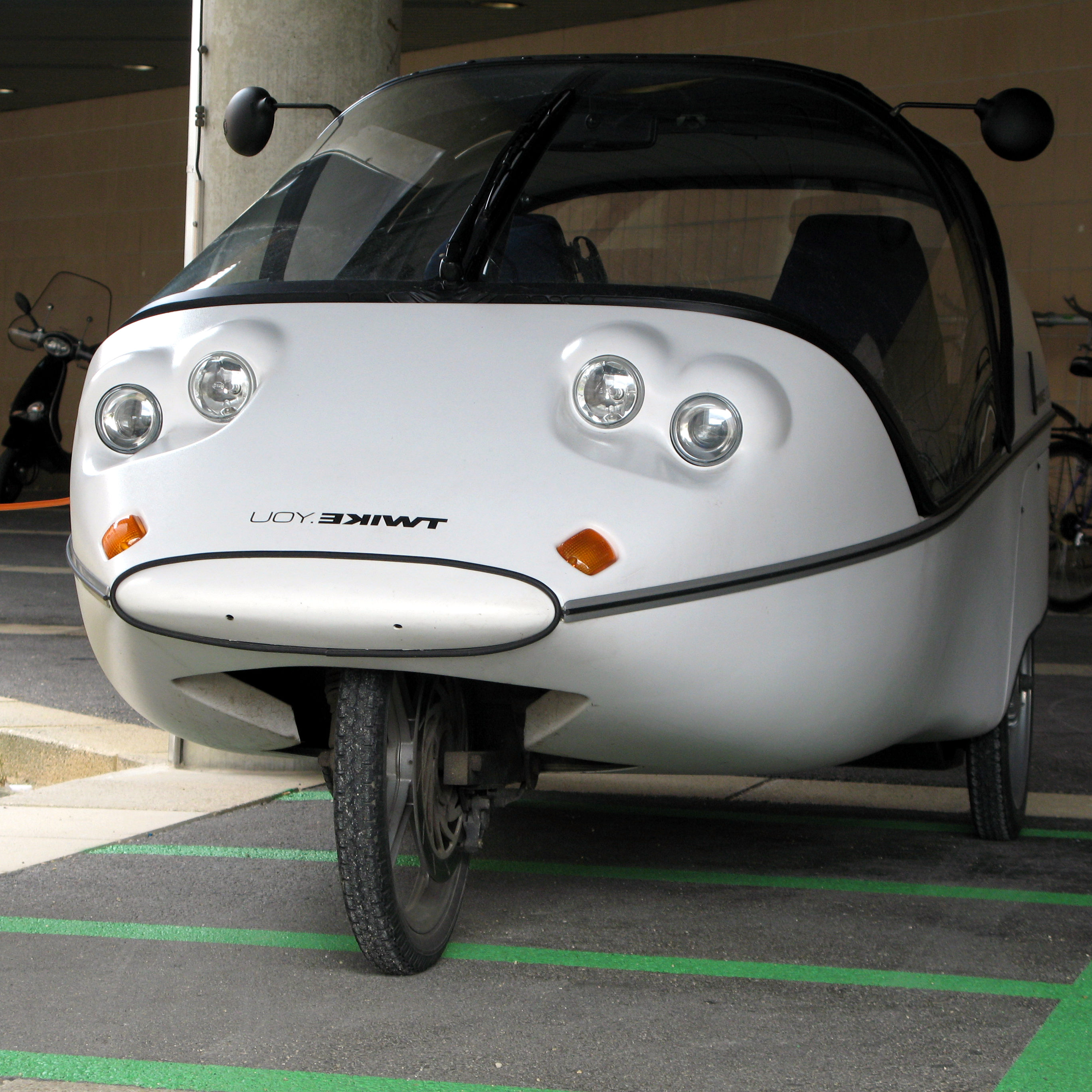
Електровеломобіль
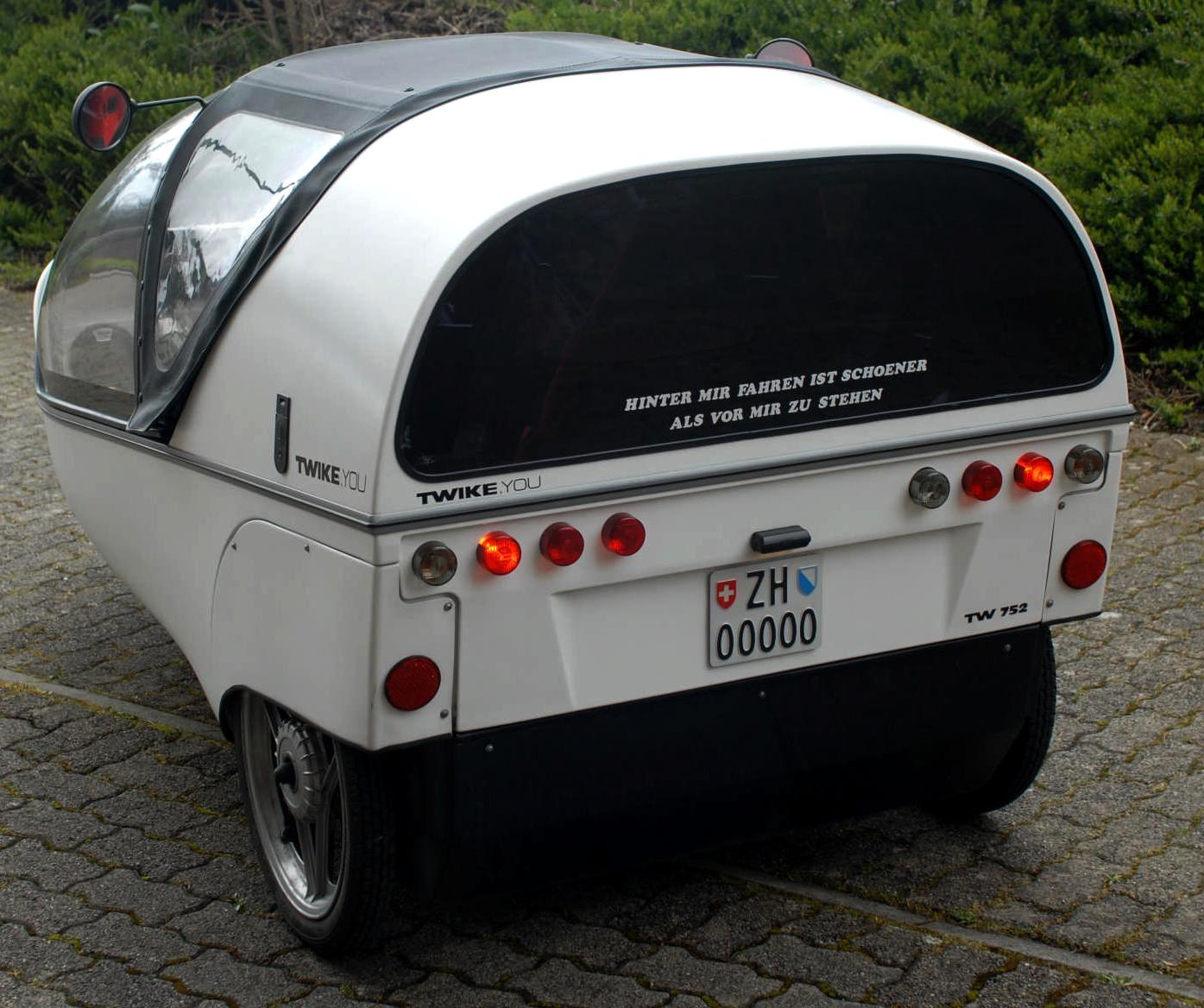
Електровеломобіль
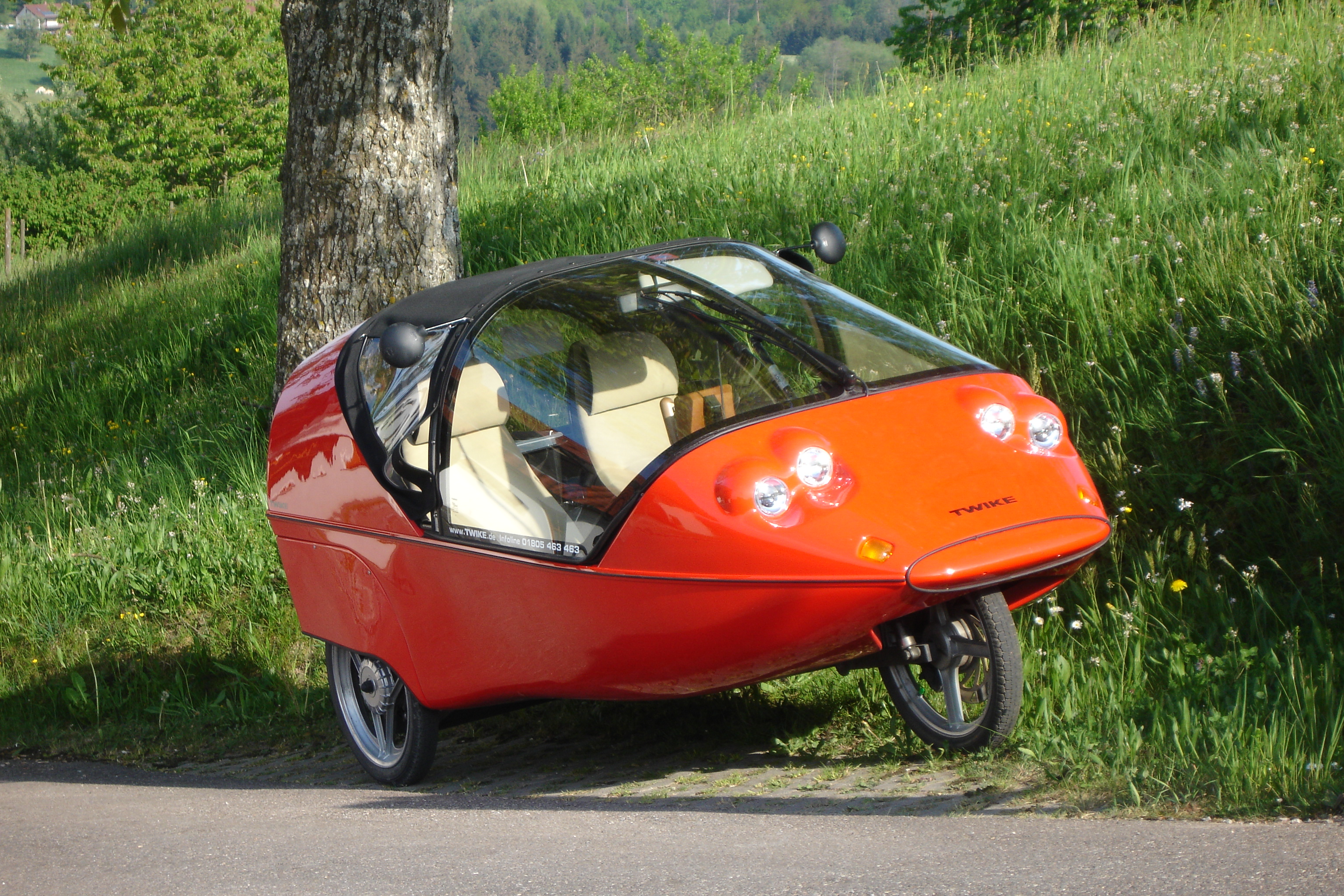